# مثلثة (آلة)

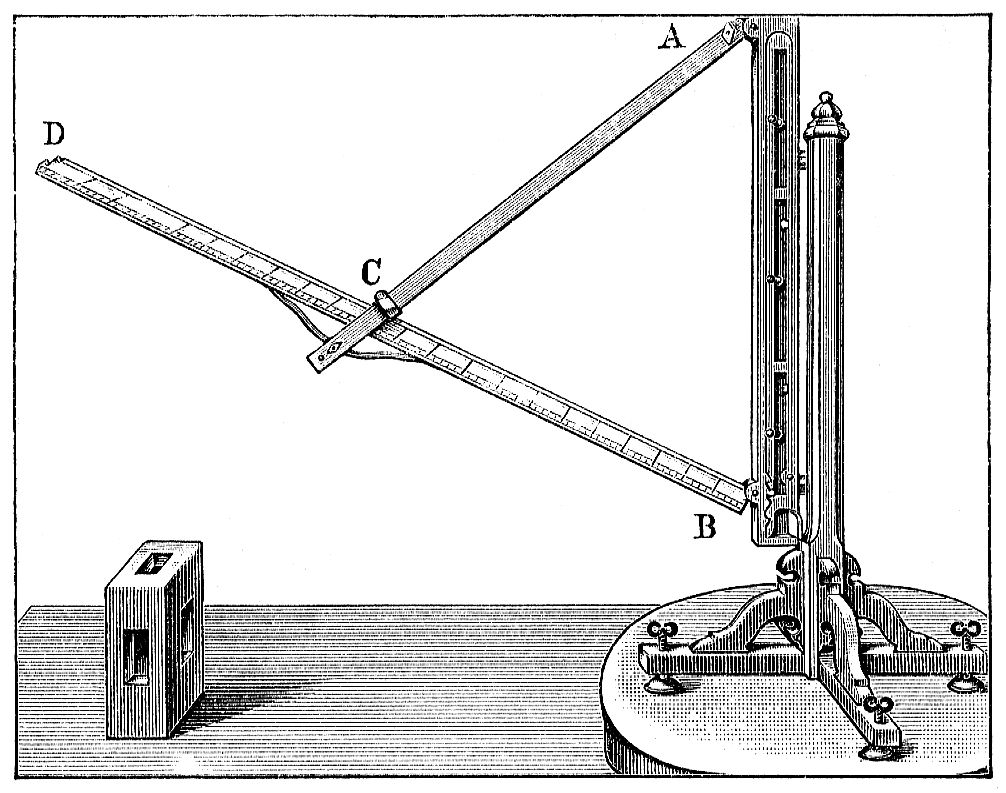
مثلثة كوبرنكوس

المِثْلَثَة كان اسمًا في العصور الوسطى، لآلة فلكية قديمة وصفها بطليموس (90 - 168 م) لأول مرة في المجسطي (القسم 12). أُشِير إليه باسم الحكم التزيحي، واستُخدِمَ لتحديد ارتفاعات الأجرام السماوية. سمَّاها بطليموس أداة التزيح ويبدو أنه استخدمها لتحديد سمت الرأس وتزيُّح القمر.

## التصميم
تُؤدي المِثْلَثَة نفس وظيفة الأسطرلاب الربعي، وصُمِّم للتغلب على صعوبة تخرج الأقواس والدوائر. كان يتألف من عمود رأسي بمقياس متدرج وذراعين محوريين يتوقفان في الأعلى والأسفل، ويحمل الجزء العلوي من الذراع المَشَاهد. رُبط الذراعان بحيث يمكن أن تنزلق نهاياتهما. عندما ينظر الشخص على طول الجزء العلوي من الذراع، يُغيّر الجزء السفلي زاويته. من خلال قراءة موضع القضيب السفلي، جنبًا إلى جنب مع الطول الرأسي، يُمكن حساب سمت الرأس - أو بدلًا من ذلك، الارتفاع - لجُرم فلكي.

## الاستخدام
كانت المِثْلَثَة واحدة من أكثر الأدوات الفلكية شيوعًا حتى اختراع المِقراب، حيث كان بإمكانها قياس الزوايا بدقة أفضل من الأسطرلاب. يصف كوبرنكوس استخدامه للمِثْلثَة في المجلد الرابع من الكتاب في دورات الكواكب السماوية الذي نُشر عام 1543، في قسم بعنوان البناء المنفصل للأدوات، كما استخدم تيخو براهي الأداة في نفس القرن.

## طالِع أيضًا
- قائمة الآلات الفلكية